# Grand Prix Stanów Zjednoczonych 2017

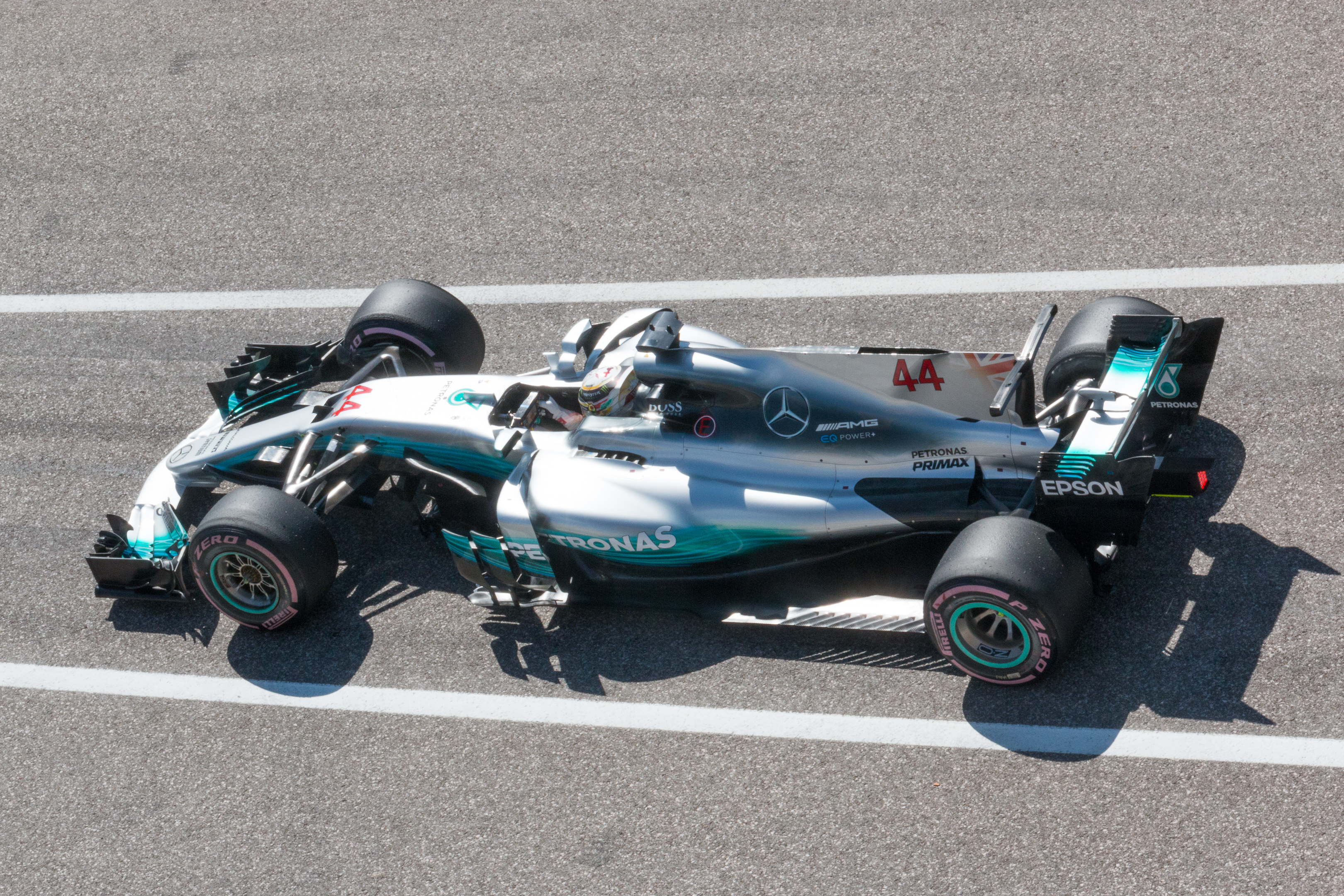
Lewis Hamilton podczas Grand Prix Stanów Zjednoczonych 2017

Grand Prix Stanów Zjednoczonych 2017 (oficjalnie  2017 Formula 1 United States Grand Prix) – siedemnasta eliminacja Mistrzostw Świata Formuły 1 w sezonie 2017. Grand Prix odbyło się w dniach 20–22 października na torze Circuit of the Americas w Austin.

## Lista startowa
Źródło: Wyprzedź Mnie!
| Nr | Kierowca          | Zespół                           | Samochód                      | Silnik                | Opony |
| -- | ----------------- | -------------------------------- | ----------------------------- | --------------------- | ----- |
| 2  | Stoffel Vandoorne | McLaren Honda Formula 1 Team     | McLaren MCL32                 | Honda RA617H 1.6T V6  | P     |
| 3  | Daniel Ricciardo  | Red Bull Racing                  | Red Bull RB13                 | TAG Heuer 1.6T V6     | P     |
| 5  | Sebastian Vettel  | Scuderia Ferrari                 | Ferrari SF70H                 | Ferrari 059/5 1.6T V6 | P     |
| 7  | Kimi Räikkönen    | Scuderia Ferrari                 | Ferrari SF70H                 | Ferrari 062 1.6T V6   | P     |
| 8  | Romain Grosjean   | Haas F1 Team                     | Haas VF-17                    | Ferrari 062 1.6T V6   | P     |
| 9  | Marcus Ericsson   | Sauber F1 Team                   | Sauber C36                    | Ferrari 059/5 1.6T V6 | P     |
| 11 | Sergio Pérez      | Sahara Force India F1 Team       | Force India VJM10             | Mercedes 1.6T V6      | P     |
| 14 | Fernando Alonso   | McLaren Honda Formula 1 Team     | McLaren MCL32                 | Honda RA617H 1.6T V6  | P     |
| 18 | Lance Stroll      | Williams Martini Racing          | Williams FW40                 | Mercedes 1.6T V6      | P     |
| 19 | Felipe Massa      | Williams Martini Racing          | Williams FW40                 | Mercedes 1.6T V6      | P     |
| 20 | Kevin Magnussen   | Haas F1 Team                     | Haas VF-17                    | Ferrari 059/5 1.6T V6 | P     |
| 26 | Daniił Kwiat      | Scuderia Toro Rosso              | Toro Rosso STR12              | Renault 1.6T V6       | P     |
| 27 | Nico Hülkenberg   | Renault Sport Formula One Team   | Renault R.S.17                | Renault 1.6T V6       | P     |
| 31 | Esteban Ocon      | Sahara Force India F1 Team       | Force India VJM10             | Mercedes 1.6T V6      | P     |
| 33 | Max Verstappen    | Red Bull Racing                  | Red Bull RB13                 | TAG Heuer 1.6T V6     | P     |
| 37 | Charles Leclerc   | Sauber F1 Team                   | Sauber C36                    | Ferrari 059/5 1.6T V6 | P     |
| 38 | Sean Gelael       | Scuderia Toro Rosso              | Toro Rosso STR12              | Renault 1.6T V6       | P     |
| 39 | Brendon Hartley   | Scuderia Toro Rosso              | Toro Rosso STR12              | Renault 1.6T V6       | P     |
| 44 | Lewis Hamilton    | Mercedes AMG Petronas Motorsport | Mercedes AMG F1 W08 EQ Power+ | Mercedes 1.6T V6      | P     |
| 55 | Carlos Sainz Jr.  | Renault Sport Formula One Team   | Renault R.S.17                | Renault 1.6T V6       | P     |
| 77 | Valtteri Bottas   | Mercedes AMG Petronas Motorsport | Mercedes AMG F1 W08 EQ Power+ | Mercedes 1.6T V6      | P     |
| 94 | Pascal Wehrlein   | Sauber F1 Team                   | Sauber C36                    | Ferrari 059/5 1.6T V6 | P     |
| Nr | Kierowca          | Zespół                           | Samochód                      | Silnik                | Opony |

## Wyniki

### Sesje treningowe
Źródło: Wyprzedź Mnie
| Sesja | Nr | Kierowca       | Konstruktor | Czas     | Okr. |
| ----- | -- | -------------- | ----------- | -------- | ---- |
| 1     | 44 | Lewis Hamilton | Mercedes    | 1:36,335 | 18   |
| 2     | 44 | Lewis Hamilton | Mercedes    | 1:34,668 | 26   |
| 3     | 44 | Lewis Hamilton | Mercedes    | 1:34,478 | 15   |

### Kwalifikacje
Źródło: Wyprzedź Mnie
| Poz. | Nr | Kierowca          | Konstruktor | Q1       | Q2         | Q3       | Poz. s. |
| --- | --- | ----------------- | ----------- | -------- | ---------- | -------- | ------- |
| 1 | 44 | Lewis Hamilton    | Mercedes    | 1:34,822 | 1:33,437   | 1:33,101 | 1       |
| 2 | 5 | Sebastian Vettel  | Ferrari     | 1:35,420 | 1:34,103   | 1:33,347 | 2       |
| 3 | 77 | Valtteri Bottas   | Mercedes    | 1:35,309 | 1:33,769   | 1:33,568 | 3       |
| 4 | 3 | Daniel Ricciardo  | Red Bull    | 1:35,991 | 1:34,495   | 1:33,577 | 4       |
| 5 | 7 | Kimi Räikkönen    | Ferrari     | 1:35,649 | 1:33,840   | 1:33,577 | 5       |
| 6 | 33 | Max Verstappen    | Red Bull    | 1:34,899 | 1:34,716   | 1:33,658 | 16      |
| 7 | 31 | Esteban Ocon      | Force India | 1:35,849 | 1:35,113   | 1:34,647 | 6       |
| 8 | 55 | Carlos Sainz Jr.  | Renault     | 1:35,517 | 1:34,899   | 1:34,852 | 7       |
| 9 | 14 | Fernando Alonso   | McLaren     | 1:35,712 | 1:35,046   | 1:35,007 | 8       |
| 10 | 11 | Sergio Pérez      | Force India | 1:36,358 | 1:34,789   | 1:35,148 | 9       |
| 11 | 19 | Felipe Massa      | Williams    | 1:35,603 | 1:35,155   |          | 10      |
| 12 | 26 | Daniił Kwiat      | Toro Rosso  | 1:36,073 | 1:35,529   |          | 11      |
| 13 | 2 | Stoffel Vandoorne | McLaren     | 1:36,286 | 1:35,641   |          | 20      |
| 14 | 8 | Romain Grosjean   | Haas        | 1:36,835 | 1:35,870   |          | 12      |
| 15 | 27 | Nico Hülkenberg   | Renault     | 1:35,740 | brak czasu |          | 18      |
| 16 | 9 | Marcus Ericsson   | Sauber      | 1:36,842 |            |          | 13      |
| 17 | 18 | Lance Stroll      | Williams    | 1:36,868 |            |          | 15      |
| 18 | 28 | Brendon Hartley   | Toro Rosso  | 1:36,889 |            |          | 19      |
| 19 | 94 | Pascal Wehrlein   | Sauber      | 1:37,179 |            |          | 14      |
| 20 | 20 | Kevin Magnussen   | Haas        | 1:37,394 |            |          | 17      |
| Poz. | Nr | Kierowca          | Konstruktor | Q1       | Q2         | Q3       | Poz. s. |
| \| Legenda \| Legenda \| \| ------------------------ \| ---------------------------------------------------------------------------------------------------------------------------------------------------------------------------------------------------------------------------------------------------------------- \| \| Poz. Nr Q1 Q2 Q3 Poz. s. \| Pozycja zajęta w sesji kwalifikacyjnej Numer startowy kierowcy Wynik uzyskany w pierwszej części kwalifikacji Wynik uzyskany w drugiej części kwalifikacji Wynik uzyskany w trzeciej części kwalifikacji Pozycja startowa po uwzględnięniu kar, przesunięć, itp. \| | |                   |             |          |            |          |         |
| Legenda | |                   |             |          |            |          |         |
| Poz. Nr Q1 Q2 Q3 Poz. s. | Pozycja zajęta w sesji kwalifikacyjnej Numer startowy kierowcy Wynik uzyskany w pierwszej części kwalifikacji Wynik uzyskany w drugiej części kwalifikacji Wynik uzyskany w trzeciej części kwalifikacji Pozycja startowa po uwzględnięniu kar, przesunięć, itp. |                   |             |          |            |          |         |

Uwagi
1. ↑  Max Verstappen otrzymał karę cofnięcia na starcie o 15 pozycji za przekroczenie limitu użycia części jednostki napędowej.
2. ↑  Stoffel Vandoorne otrzymał karę cofnięcia na starcie o 30 pozycji za przekroczenie limitu użycia części jednostki napędowej.
3. ↑  Nico Hülkenberg otrzymał karę cofnięcia na starcie o 20 pozycji za przekroczenie użycia części jednostki napędowej,
4. ↑  Lance Stroll otrzymał karę cofnięcia na starcie o 3 pozycje za utrudnianie jazdy Grosjeanowi podczas kwalifikacji.
5. ↑  Brendon Hartley otrzymał karę cofnięcia na starcie o 25 pozycji za przekroczenie limitu użycia części jednostki napędowej.
6. ↑  Kevin Magnussen otrzymał karę cofnięcia na starcie o 3 pozycje za utrudnianie jazdy Pérezowi podczas kwalifikacji.

### Wyścig
Źródło: Wyprzedź Mnie!
| P                 | + / –     | Nr | Kierowca          | Konstruktor | Okr. | Czas / Strata | Komentarz              |
| ----------------- | --------- | -- | ----------------- | ----------- | ---- | ------------- | ---------------------- |
| 1                 | Bez zmian | 44 | Lewis Hamilton    | Mercedes    | 56   | 1h33m50,993   |                        |
| 2                 | Bez zmian | 5  | Sebastian Vettel  | Ferrari     | 56   | +0:10,143     |                        |
| 3                 | 2         | 7  | Kimi Räikkönen    | Ferrari     | 56   | +0:15,779     |                        |
| 4                 | 12        | 33 | Max Verstappen    | Red Bull    | 56   | +0:16,768     | [ a ]                  |
| 5                 | 2         | 77 | Valtteri Bottas   | Mercedes    | 56   | +0:34,967     |                        |
| 6                 | Bez zmian | 31 | Esteban Ocon      | Force India | 56   | +1:30,980     |                        |
| 7                 | Bez zmian | 55 | Carlos Sainz Jr.  | Renault     | 56   | +1:32,944     |                        |
| 8                 | 1         | 11 | Sergio Pérez      | Force India | 55   | +1 okr.       |                        |
| 9                 | 1         | 19 | Felipe Massa      | Williams    | 55   | +1 okr.       |                        |
| 10                | 1         | 26 | Daniił Kwiat      | Toro Rosso  | 55   | +1 okr.       |                        |
| 11                | 4         | 18 | Lance Stroll      | Williams    | 55   | +1 okr.       |                        |
| 12                | 8         | 2  | Stoffel Vandoorne | McLaren     | 55   | +1 okr.       |                        |
| 13                | 6         | 28 | Brendon Hartley   | Toro Rosso  | 55   | +1 okr.       |                        |
| 14                | 2         | 8  | Romain Grosjean   | Haas        | 55   | +1 okr.       |                        |
| 15                | 2         | 9  | Marcus Ericsson   | Sauber      | 55   | +1 okr.       | [ b ]                  |
| 16                | 1         | 20 | Kevin Magnussen   | Haas        | 55   | +1 okr.       |                        |
| Niesklasyfikowani |           |    |                   |             |      |               |                        |
|                   |           | 14 | Fernando Alonso   | McLaren     | 24   | +32 okr.      | jednostka napędowa     |
|                   |           | 3  | Daniel Ricciardo  | Red Bull    | 14   | +42 okr.      | jednostka napędowa     |
|                   |           | 94 | Pascal Wehrlein   | Sauber      | 5    | +51 okr.      | uszkodzenia po kolizji |
|                   |           | 27 | Nico Hülkenberg   | Renault     | 3    | +53 okr.      | ciśnienie oleju        |
| P                 | + / –     | Nr | Kierowca          | Konstruktor | Okr. | Czas / Strata | Komentarz              |

Uwagi
1. ↑  Max Verstappen został ukarany 5-sekundową karą czasową za opuszczenie tory i zyskanie dzięki temu przewagi.
2. ↑  Marcus Ericsson został ukarany 5-sekundową karą czasową za spowodowanie kolizji.

### Najszybsze okrążenie
Źródło: Wyprzedź Mnie!
| Nr | Kierowca         | Konstruktor | Czas     | Okr. |
| -- | ---------------- | ----------- | -------- | ---- |
| 5  | Sebastian Vettel | Ferrari     | 1:37,766 | 51   |

### Prowadzenie w wyścigu
| Nr                              | Kierowca         | Konstruktor | Okrążenia   | Suma |
| ------------------------------- | ---------------- | ----------- | ----------- | ---- |
| 44                              | Lewis Hamilton   | Mercedes    | 6-19, 23-56 | 48   |
| 5                               | Sebastian Vettel | Ferrari     | 1-5         | 5    |
| 77                              | Valtteri Bottas  | Mercedes    | 21-22       | 2    |
| 7                               | Kimi Räikkönen   | Ferrari     | 20          | 1    |
| \| Wykres \| \| ------ \| \| \| |                  |             |             |      |
| Źródło: racing-reference.info   |                  |             |             |      |
| Wykres                          |                  |             |             |      |
|                                 |                  |             |             |      |

## Klasyfikacja po zakończeniu wyścigu

### Kierowcy
| P                 | +/− | Kierowca           | Starty | Punkty | P1 | P2 | P3 | PP | NO | NS |
| ----------------- | --- | ------------------ | ------ | ------ | -- | -- | -- | -- | -- | -- |
| 1                 | 0   | Lewis Hamilton     | 17     | 331    | 9  | 3  | –  | 11 | 7  | –  |
| 2                 | 0   | Sebastian Vettel   | 17     | 265    | 4  | 6  | 1  | 3  | 4  | 2  |
| 3                 | 0   | Valtteri Bottas    | 17     | 244    | 2  | 4  | 4  | 2  | 1  | 1  |
| 4                 | 0   | Daniel Ricciardo   | 17     | 192    | 1  | 1  | 7  | –  | 1  | 4  |
| 5                 | 0   | Kimi Räikkönen     | 16     | 163    | –  | 2  | 3  | 1  | 2  | 2  |
| 6                 | 0   | Max Verstappen     | 17     | 123    | 1  | 1  | 1  | –  | –  | 7  |
| 7                 | 0   | Sergio Pérez       | 17     | 86     | –  | –  | –  | –  | 1  | 1  |
| 8                 | 0   | Esteban Ocon       | 17     | 73     | –  | –  | –  | –  | –  | –  |
| 9                 | 0   | Carlos Sainz Jr.   | 17     | 54     | –  | –  | –  | –  | –  | 6  |
| 10                | +1  | Felipe Massa       | 16     | 36     | –  | –  | –  | –  | –  | 2  |
| 11                | −1  | Nico Hülkenberg    | 17     | 34     | –  | –  | –  | –  | –  | 5  |
| 12                | 0   | Lance Stroll       | 17     | 32     | –  | –  | 1  | –  | –  | 4  |
| 13                | 0   | Romain Grosjean    | 17     | 28     | –  | –  | –  | –  | –  | 3  |
| 14                | 0   | Kevin Magnussen    | 17     | 15     | –  | –  | –  | –  | –  | 4  |
| 15                | 0   | Stoffel Vandoorne  | 16     | 13     | –  | –  | –  | –  | –  | 4  |
| 16                | 0   | Fernando Alonso    | 15     | 10     | –  | –  | –  | –  | 1  | 7  |
| 17                | 0   | Jolyon Palmer      | 15     | 8      | –  | –  | –  | –  | –  | 4  |
| 18                | 0   | Pascal Wehrlein    | 15     | 5      | –  | –  | –  | –  | –  | 3  |
| 19                | 0   | Daniił Kwiat       | 15     | 5      | –  | –  | –  | –  | –  | 4  |
| 20                | 0   | Marcus Ericsson    | 17     | 0      | –  | –  | –  | –  | –  | 5  |
| 21                | 0   | Antonio Giovinazzi | 2      | 0      | –  | –  | –  | –  | –  | 1  |
| 22                | 0   | Pierre Gasly       | 2      | 0      | –  | –  | –  | –  | –  | –  |
| 23                | N   | Brendon Hartley    | 1      | 0      | –  | –  | –  | –  | –  | –  |
| Niesklasyfikowani |     |                    |        |        |    |    |    |    |    |    |
|                   |     | Jenson Button      | 1      | –      | –  | –  | –  | –  | –  | 1  |
|                   |     | Paul di Resta      | 1      | –      | –  | –  | –  | –  | –  | 1  |
| P                 | +/− | Kierowca           | Starty | Punkty | P1 | P2 | P3 | PP | NO | NS |

### Konstruktorzy
| P  | +/− | Konstruktor               | Starty | Punkty | P1 | P2 | P3 | PP | NO | NS |
| -- | --- | ------------------------- | ------ | ------ | -- | -- | -- | -- | -- | -- |
| 1  | 0   | Mercedes                  | 34     | 575    | 11 | 7  | 4  | 13 | 8  | 1  |
| 2  | 0   | Ferrari                   | 33     | 428    | 4  | 8  | 4  | 4  | 6  | 4  |
| 3  | 0   | Red Bull Racing TAG Heuer | 34     | 315    | 2  | 2  | 8  | –  | 1  | 11 |
| 4  | 0   | Force India Mercedes      | 34     | 159    | –  | –  | –  | –  | 1  | 1  |
| 5  | 0   | Williams Mercedes         | 34     | 68     | –  | –  | 1  | –  | –  | 7  |
| 6  | 0   | Toro Rosso                | 34     | 53     | –  | –  | –  | –  | –  | 10 |
| 7  | +1  | Renault                   | 33     | 48     | –  | –  | –  | –  | –  | 9  |
| 8  | −1  | Haas Ferrari              | 34     | 43     | –  | –  | –  | –  | –  | 7  |
| 9  | 0   | McLaren Honda             | 32     | 23     | –  | –  | –  | –  | 1  | 12 |
| 10 | 0   | Sauber                    | 34     | 5      | –  | –  | –  | –  | –  | 9  |
| P  | +/− | Kierowca                  | Starty | Punkty | P1 | P2 | P3 | PP | NO | NS |